# Saarländische Bergbaustraße
Die Saarländische Bergbaustraße erinnert an die Geschichte des Bergbaus an der Saar. sie wurde von der saarländischen Landesregierung ins Leben gerufen. Die Planungen für sie begannen 2013. Vorgestellt wurde sie von Wirtschaftsminister Heiko Maas.

## Schaupunkte
1. Historisches Kupferbergwerk Düppenweiler, Besucherbergwerk
2. Ölmühle Wern, Fürth
3. Tagesanlage Itzenplitz, Heiligenwald, Fördergerüst von 1886
4. Erlebnisort Reden
5. Schachtanlage Gegenort und Neunkircher Grubenwege, Neunkirchen
6. Rechtsschutzsaal Bildstock, Geburtsort der Arbeiterbewegung an der Saar
7. Tagesanlage Camphausen, Fischbach-Camphausen, Förderturm aus Eisenbeton
8. Halde Lydia, Fischbach-Camphausen
9. Campus Göttelborn, Fördergerüst
10. Halde Grühlingstraße, Jägersfreude, Aussichtsplattform
11. Tagesanlage Luisenthal, Fördergerüste
12. Bergarbeitersiedlung Maybach
13. Tagesanlage Viktoria mit Halde, Püttlingen
14. Bergwerksdirektion Saarbrücken
15. Brennender Berg, Sulzbach und Dudweiler
16. Tagesanlage Velsen
17. Erlebnisbergwerk Velsen
18. Bergarbeitersiedlung Von der Heydt
19. Tagesanlage Ensdorf-Duhamel mit Bergehalde Ensdorf, Ensdorf
20. Saarpolygon, Ensdorf
21. Emilianus-Stollen, St. Barbara, Stollen aus der Römerzeit
22. Saarländisches Bergbaumuseum Bexbach
23. Besucherbergwerk Rischbachstollen, St. Ingbert
24. Bergbaumuseum Musée les Mineurs Wendel, Petite-Rosselle
25. Straße des Saarbergmannes / Entdeckertouren